# Пеласги
Пеласгите (на старогръцки: Πελασγοί) са палеобалкански племена, най-старите жители на Южните Балкани, които според древногръцките автори са народът, обитавал и териториите на Древна Гърция преди елините. Пеласгите се споменават за първи път в „Илиада“, където са представени като съюзници на Троя, изброени между тракийски племена. Херодот и Тукидид разказват, че през 5 век пр.н.е. все още има пеласгийско говорещи анклави сред елинското население. Херодот споделя мнението си, че елините са заели от пеласгите повечето от боговете си, и дава пример за почитането на итифалическия Хермес (Хермес с изправен полов орган) в култа на Самотракийските Кабири.

## Извори
Тълкуването на други позовавания от антични автори като Омир свързват произхода на пеласгите с областта Тесалия, която в „Илиада“ е наречена „Пеласгия“ или „Пеласгийски Аргос“. Позовавайки се на Омир, Страбон уточнява, че най-вероятно т.нар. „Пеласгийски Аргос“ е или населено място в Тесалия близо до град Лариса, или е отделна област в Тесалия, в която е имало град с това име. (Относно местонахождението на град Лариса, свързван с пеласгите, няма научен консенсус, тъй като в древна Гърция съществуват много селища с това име).
Античните автори като Аполоний Родоски и Дионисий Халикарнаски обясняват отнасянето на имената „Пеласгия“ и „Лариса“ както към Пелопонес, така и към Тесалия, с масовото преселване на пеласгите от Пелопонес към Тесалия.
Една от най-разпространените версии за етногенезиса на пеласгите се отнася до о-в Крит. В „Одисея“ Омир описва разнородното население на остров Крит по следния начин:
„Крит е далечна земя…. В него
хората са многобройни, а деветдесет – градовете.
Смес от различни езици се чува. Тук племе ахейци,
етеокрити там горди живеят, оттатък кидонци,
три колена все дорийци и племе свещено пеласги."
Някои други антични автори като Страбон и Диодор Сицилийски споменават за различни преселения на пеласги към о-в Крит, някои от които са вплетени в митологични сюжети.
Хеланик от Лесбос съобщава, че тиренците се наричали по-рано пеласги и били прогонени от гърците и след като се заселили в Италия, приели името етруски.
Херодот също споменава в своята „История“ пеласгите във връзка с т.нар. итифалически статуи на Хермес и Самотракийските мистерии, разказвайки как:
“...елините не са се научили от египтяните да правят статуи на Хермес с изправен член, ами първи от всички елини атиняните заели този обичай от пеласгите; а от атиняните – и останалите елини. Пеласгите дошли и се заселили с тях в страната, когато атиняните вече се числели към елините; откъдето именно и пеласгите започнали да се смятат за елини. Всеки, посветен в оргиите на Кабирите, извършвани от самотраките – а те са заели този обичай от пеласгите – знае какво искам да кажа. По-рано Самотраки е бил населен от пеласги и тези пеласги заживели заедно с атиняните и тъкмо от тях самотраките заели мистериите. И тъй статуи на Хермес с изправен член направили първи от елините атиняните, научавайки се на това от пеласгите. Пеласгите разказвали за този обичай един свещен разказ, който бил показван по време на мистериите в Самотраки.”
Според Софокъл, Тукидид и Плутарх тирсените и пеласгите са един и същ народ, а в „Енеида“ на Вергилий има следният текст: „Пеласгите древни някога първи владели латинската област…“. Tози пасаж кара учените да предположат, че в древността, т.нар. тирени са били идентифицирани с етруските, за които съществуват писмени извори, че са се преселили от Мала Азия в Южна Италия. Езикът на етруските не е изследван в цялост, но в него се забелязват индоевропейски и неиндоевропейски елементи. Установена е и близост между етруския, лидийския и арменския език, чиито носители са обитавали по различно време една и съща територия – областта Лидия в Мала Азия. Вероятно в древността пеласги, тирсени и етруски често са били смесвани, което означава, че вероятно са били близко родствени и трудно различими за елините. Дионисий Халикарнаски обаче, който през I век пр. Хр. пише историческо съчинение за създаването на Римската държава, категорично смята, че пеласгите и тирените са два различни народа.

## Научни изследвания
Направените наблюдения върху множество културни сходства между траките и пеласгите, дават основание да се счита, че траките и пеласгите са от една етно-културна общност.
Има хипотези, свързващи ги с етруските.
Й. Майрис, един от най-задълбочените изследователи на пеласгите през XIX век, приема за исторически правдоподобни само пеласгите в Тесалия. От друга страна изследователи като Дж. Мънро (през 1934 г.) и М. Сакелариу (през 1977 г.) позовавайки се на описанието от Омир на „пеласгийската Лариса“, стигат до извода, че този град се е намирал на Черно море, вероятно близо до Месемврия.
В резултат на проучванията си върху най-стария топонимен слой на о-в Крит, Вл. Георгиев предполага, че предгръцкото население „пеласги“ е съществувало на острова от най-дълбока древност – още от епохата на Неолита (6000 – 2600 г. пр. Хр.). Георгиев допуска, че етеокритите са хето-лувийски преселници от Мала Азия, които заедно с пеласгите създават Минойската държава. Генералният извод на Георгиев е, че най-ранното население на остров Крит, както и носителите на Минойска цивилизация, са били народи от индоевропейски произход.

## Обитавана територия
Според античните автори пеласгите като предгръцко население са обитавали цялата територия на континентална Елада – областите Епир, Тесалия, Беотия, Атика и Пелопонес в континентална Гърция, островите в Егейско море – Самотраки, Лемнос, Имврос, Лесбос, Хиос, Евбея, Крит и Тира, а също областта Троада в Мала Азия – малоазийските острови – Йония и Еолида, както и по цялото малоазийско крайбрежие, а също и в Халкидика и на Хелеспонта. Така описани гореспоменатите територии на обитаване на пеласгите чертаят карта от различни времена – между началото на XII и първата половина на V век пр. Хр. В този период археолозите и историците проследяват традиционното разполагане на етнонима в Тесалия, Фокида, микенския Аргос, Халкидическия полуостров, района на Хелеспонта с малоазисйкото крайбрежие (Троада), не о-в Лемнос и Самотраки. На тези територии се забелязват най-изявените белези на предкласическите номадски характеристики на културата, които по-късно, след Троянската война ще бъдат елинизирани. Тази елинизация на смесени етноси е най-сигурно засвидетелствана от Херодот за Лемнос и от Тукидид за Халкидика.
Таласократията на пеласгите трае 92 години (от 1275 до 1183 г. пр. Хр.), а след този период започва таласократията на траките според Диодор. Комбинираните сведения на Тукидид и Диодор за пеласгите, траките и островните жители на Егейско море свидетелстват че въпросните етноси владеят морето през XII и XI век пр. Хр., след което елините започват да налагат могъществото си в Източното Средиземноморие. Според проф. Александър Фол елинската народност относително се стабилизира във военно-политическо отношение чрез рода на Девкалион от Фтиотида и особено след потискането на най-компактните пеласгийски групи.
Редом с пеласгите често са изреждани и други предгръцки племена като карийци, лелеги, каукони, тирени (тирсени) и др. За много от етносите, изброявани от древногръцките автори като предшестващи гърците, няма почти никакви археологически, исторически или лингвистични свидетелства. Съществуват единствено сигурни езикови данни, че такова предгръцко население е обитавало Балканите, островите в Егейско море и крайбрежието на Мала Азия. На толкова обширна територия е малко вероятно това предгръцко население да е било хомогенно – по-скоро това са били родствени по произход и език племена, които в античните извори са били обобщавани като „пеласги“. Този етноним се е наложил и поради митологичната роля на пеласгите в гръцкото царско родословие, с което според учените може да се обясни и често прилаганото към тях определение „δίοι“ – от древногръцки – „божествени“. Възможно е и пеласгите да са наричани „δίοι“ заради една от етимологиите на името „Πελασγοί“ (цъфтящ клон), която го отнася към епонима „Πέλασγος“ – растително божество, цар и родоначалник на пеласгите.
Херодот локализира пеласгите на север от крестоните, които по негово време са били по тези места и са говорели език, неразбираем за него. Тукидид споменава за пеласги на север от тирсените, жители на Крестон в Халкида.

## Религия
Пеласгите изповядват култа на кабирите в Самотракийското светилище, те научили гърците да изповядват култа към итифалическия Хермес. Пеласгите заедно с травсите и гетите според проф.Александър Фол са носители на тракийския орфизъм в най-динамичната зона на хиперборейския диагонал.
Доелинското скално светилище, посветено на Бога Слънце в Делфи, е принадлежало именно на пеласгите. Известен е текстът на Павзаний, че „този Аполон (Делфийският) е наречен Ситалк“, което показва според проф. Александър Фол принадлежността на Делфийското светилище. Липсват изследвания върху етимологията на името Ситалк – не е ясно дали е божие име, станало царско или е епитет на бога.

## Пеласгийски език
До началото на XX век археологическите и лингвистичните свидетелства не са достатъчни, за да се изясни произходът и същността на предгръцкото население, обитавало Елада, островите в Егейско море и Мала Азия. Предполагало се е, че то е било неиндоевропейско и автохтонно, а пеласгите от античните извори са възприети като митичен народ, свързан с гръцкото царско родословие. В края на XIX век немският лингвист Паул Кречмер издава книгата „Въведение в историята на гръцкия народ“ („Einführung in der Geschichte des griechischen Volkes“, публикувана в 1896 г.), в която разглежда и народностния слой преди идването на гърците. Кречмер приема, че това население е било от неиндоевропейски произход и е било носител на неиндоевропейски език, сроден с неиндоевропейските езици, говорени в Мала Азия (в края на XIX век все още се смята, че анатолийските езици са неиндоевропейски). Този език Кречмер нарича „медитерански“ и оттам теорията му получава наименованието „медитеранска“ (т.е. „средиземноморска“). Според нея в Егейския свят хронологично са съществували три народностни слоя – неиндоевропейски (т.нар. предгръцко население), протоиндоевропейски (носителите на Микенската цивилизация) и индоевропейски (древногръцките племена).
През 1916 г. Б. Хрозни разчита хетския език, който е най-старият писмено засвидетелстван и проучен индоевропейски език. Хетският е един от анатолийските езици (сроден с лувийския), говорени в Мала Азия, които имат индоевропейски произход. Този извод на Хрозни се отнася и до предгръцкия лингвистичен пласт, доколкото в него се забелязват сходства с анатолийските езици. Кречмер е принуден да ревизира своята теория с оглед на новото революционно откритие в индоевропеистиката и причислява предгръцкото население, което той нарича „рето-тирени“, към втория протоиндоевропейски народностен слой.
Теориите на Дж. Буонароти и В. Бертолди (от първата половина на XX век) относно произхода и принадлежността на пеласгийския език са близки до вижданията на Кречмер, според които на територията на Италия е имало два лингвистични пласта – Средиземноморски – протоиндоевропейски, включващ езиците на лигури, рети и етруски и Индоевропейски – включващ латинския и останалите италийски езици.
През 1953 г. Майкъл Вентрис и Джон Чадуик публикуват сензационно лингвистично откритие – разчитнето на т.нар. „Линеар Б“ от крито-микенските надписи и установяват, че езикът му представлява ранен гръцки диалект. Това коренно променя научното статукво за съотношението между неиндоевропейски и индоевропейски езици, говорени в Егейския свят през най-древните периоди на заселването му.
През 1950-те и 1960-те години лингвистите Фр. Лохнер Хютенбах и Г. Крае популяризират т. нар. „илирийска теза“, според която предгръцкото население представлява част от многобройните илирийски племена, които населявали Балканския полуостров и част от които били както предгръцките племена, така също и тракийските, и дако-мизийските. Още през 1962 г. тази теория е критикувана от австрийския индоевропеист Х. Кронасер, който прилага в доказателство ономастични и лингвистични факти, че Западните Балкани не са били населени от носители на предгръцкия език. По-късно и българският учен Владимир Георгиев стига до убеждението, че илирийската топонимия е специфична и твърде различна от предгръцката и тракийската.
Т.нар. „тракийска теза“ се опира на безспорната близост между предгръцката и тракийската сравнително-историческа фонетика, като наличието на придвижване на съгласните и в двата езика. Нейни поддръжници през 1950-те години са българският езиковед Димитър Дечев и неговият руски колега Л. Гиндин. В своите научни трудове и двамата стигат до извода, че предгръцкият и тракийският език са всъщност един и същ език, а пеласгите са били многобройни племена от общ произход. Племената, които обитавали земите на север от древните гърци, по-късно са получили от тях наименованието „траки“. През 70-те подобна теза защитава и гръцкият учен М. Сакелариу, според когото пеласгите и траките споделят обща етнически и езиков произход. В ранните си научни изследвания Владимир Георгиев е поддръжник първоначално на илирийската, после на тракийската теза, но впоследствие се дистанцира от тях и създава теория за пеласгийския като предгръцки език със собствено уникално място сред останалите палеобалкански езици.
Съветският индоевропеист от руски произход Ю.В. Откупщиков е автор на по-новата т.нар. „палеобалканската хипотеза“, според която предгръцкият субстрат е представлявал сложен конгломерат от голяма група близкородствени езици, които са се намирали в тесен контакт и взаимни влияния с гръцкия език. Имайки предвид спецификата на предгръцката фонетика, включваща особености на различни палеобалкански езици, Откупщиков приема, че предгръцкият лингвистичен пласт е имал „сборен“ характер, формиран на базата на всички отделни палеобалкански езици. Като най-важен сред тях Откупщиков откроява езика на карийците, живели в югозападна Мала Азия, за чиято култура и език има реални сведения.

## Археологически открития
В първата половина на XX век археологически проучвания, организирани от „Italian Archaeological School“ и „American Classical School“ на Акропола в Атина, както и на някои други обекти в Атика, разкриват обиталища от епохата на неолита, където са открити различни инструменти, керамични фрагменти и животински кости. Находките са идентични на тези открити в синхронични селища от неолитната епоха в акрополите на Сескло и Димини в Тесалия. Тези археологически открития потвърждават предположението, че между двете поселения има идентични културни практики.
През август и септември на 1926 г. Italian School of Archaeology под ръководството на проф. Алесандро Делла Сета предприема археологически разкопки на о-в Лемнос. Кратък отчет за работата по разкопките се появява във вестник „Messager d'Athénes“ на 3 януари 1927 г. Главната цел на това проучване е да издири следи от „Етруско-Пеласгийската“ цивилизация на острова. Разкопките се провеждат на мястото на древния град Ифестия, където пеласгите, според Херодот, се предали на атинския стратег Милтиад Младши. Археологическата експедиция открива древен тиренски некропол с множество предмети от бронз, керамика и повече от 130 костници (осуарии), приютили тленните останки на жители от града. Някои от орнаментите на златните бижута са от микенски произход. Орнаментиката по керамичните съдове е в геометричен стил със запазени типичните за микенската керамика спирални фигури.
Делла Сета заключава, че типът на керамиката, изобилието на железни оръжия за сметка на бронзови такива, техният тип (липсват елински копия и ками за сметка на брадви и ножове) предполага варварско (негръцко) население от ранножелязната епоха датирано към IX – VIII век пр. Хр., най-вероятно наследници на Микенска култура.